# ラ・メルセ

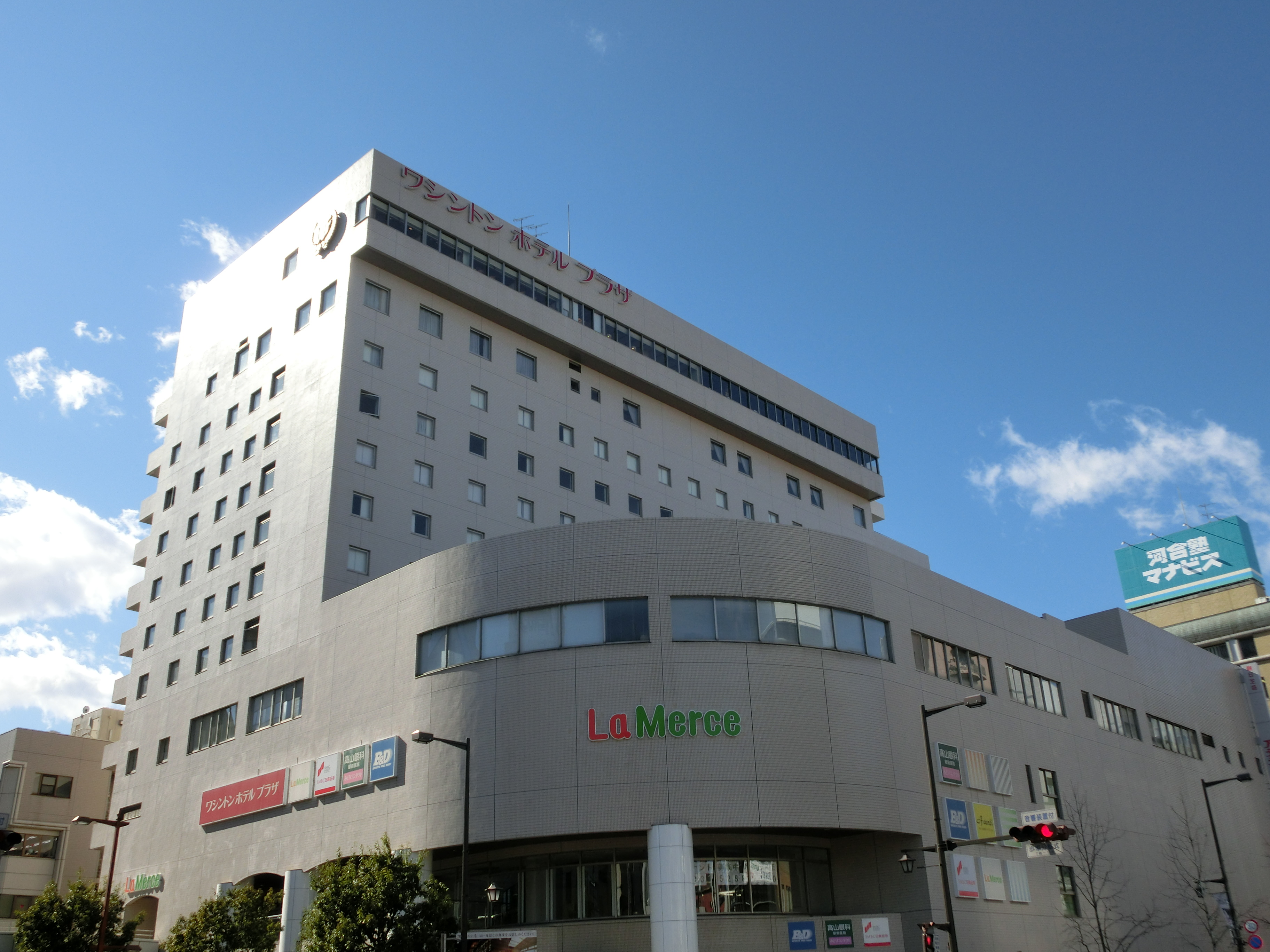
ラ・メルセ

ラ・メルセとは、群馬県高崎市八島町に所在する、高崎市による市街地再開発事業によって建設された地上13階建ての商業・業務・ホテルの複合ビルである。

## テナント
- ワシントンホテル
- 朝日生命高崎ビル
- レオパレス21
- しまや（酒類）
- 快晴堂薬局（薬局）
- かごしま写真館（写真館）
- アバンティ（ドレス）
- 高山眼科 (駅前医院) (病院)

ほか多数。

## 周辺の商業施設
- スズラン高崎店
- 高崎高島屋
- モントレー
- E’site高崎